# Розвилл (Калифорния)
Ро́звилл (англ. Roseville) — город и крупный транспортный узел в Калифорнии с населением свыше 115 тысяч человек (оценка на 2009 год), входящий в городскую агломерацию Сакраменто.

## География
Розвилл расположен в округе Пласер, севернее Сакраменто, столицы штата Калифорния, в 164 километрах к северо-востоку от Сан-Франциско и 652 километрах к северу от Лос-Анджелеса. Общая площадь в муниципальных границах 79 км², средняя высота над уровнем моря 50 метров. Город располагается на восточной границе долины Сакраменто-Вэлли (часть Калифорнийской долины), у подножия горной системы Сьерра-Невада.
В Розвилле расположены сортировочная станция Union Pacific Railroad и пассажирская станция сети Amtrak. Через город также проходит 80-я межштатняя магистраль. Автобусные маршруты связывают Розвилл с Сакраменто и другими городами округа Пласер.

### Климат
Близость гор Сьерра-Невада влияет на климат Розвилла, несколько отличающийся от климата соседнего Сакраменто. Самым тёплым месяцем в Розвилле является июль, самым холодным декабрь, больше всего осадков выпадает в январе. Самая высокая температура, 46 градусов по Цельсию, как и самая низкая, 9 градусов ниже нуля, была зарегистрирована в 1972 году (соответственно, в июле — августе и в декабре).
| Климатограмма Розвилла                                      | Климатограмма Розвилла | Климатограмма Розвилла | Климатограмма Розвилла | Климатограмма Розвилла | Климатограмма Розвилла | Климатограмма Розвилла | Климатограмма Розвилла | Климатограмма Розвилла | Климатограмма Розвилла | Климатограмма Розвилла | Климатограмма Розвилла |
| ----------------------------------------------------------- | ---------------------- | ---------------------- | ---------------------- | ---------------------- | ---------------------- | ---------------------- | ---------------------- | ---------------------- | ---------------------- | ---------------------- | ---------------------- |
| Я                                                           | Ф                      | М                      | А                      | М                      | И                      | И                      | А                      | С                      | О                      | Н                      | Д                      |
| 113 12 4                                                    | 110 16 6               | 109 18 7               | 47 22 8                | 13 27 11               | 8 32 14                | 3 35 16                | 3 34 16                | 11 32 14               | 34 26 12               | 88 18 7                | 86 13 4                |
| Температура в °C • Сумма осадков в мм Источник: Weather.com |                        |                        |                        |                        |                        |                        |                        |                        |                        |                        |                        |

## История
До прихода европейцев регион, где располагается Розвилл, населяли индейские племена майду. Один из центров культуры Майду располагался на берегах Равайн-Ривер, к востоку от современного центра Розвилла. В 1964 году в черте города были обнаружены остатки ещё одного населённого пункта майду, располагавшегося на берегах реки Драй-Крик.
В 1850-е годы, после золотой лихорадки, вдоль ручьёв и небольших рек этого района осели неудачливые золотоискатели, занявшиеся земледелием. Богатые почвы вдоль Драй-Крик начали обрабатываться одними из первых. К семидесятым годам в районе уже развивалось скотоводство (включая раведение крупного рогатого скота и свиноводство) и появились первые яблоневые плантации и виноградники. К середине 1860-х годов через этот район прошли Центральная Тихоокеанская железная дорога и Железная дорога Центральной Калифорнии, станция в месте пересечения которых стала ядром будущего Розвилла. Среди разных версий, объясняющих происхождение названия Розвилл, городской сайт называет наиболее достоверной ту, согласно которой название посёлку дали многочисленные кусты диких роз, росших в окрестных оврагах. Розвилл впервые упоминается в газетах периода президентских выборов 1864 года, на которых его жители 29 голосами против 17 поддержали Линкольна. В 1865 году в Розвилле открылась школа, а в 1869 году был зарегистрирован первый брак. В 1880 году в посёлке начинает выходить газета, а в 1883 году возводится первая церковь.
Депрессия 1893 года сменилась в районе Розвилла кратковременной золотой лихорадкой после обнаружения золотых залежей, но руда оказалась бедной или быстро истощилась, и бум закончился к 1897 году. Одновременно с этим в Розвилле началось развитие цитрусовых плантаций.
В 1906 году в Розвилл была перенесена сортировочная станция Южной Тихоокеанской железной дороги, что превратило его в ключевой транспортный узел Тихоокеанского побережья США. Это вызвало наплыв новых жителей и строительный ажиотаж. В 1906 году была основана Торговая палата Розвилла. Всего за два года население розвилла выросло в пять раз, с 400 до 2000 человек. В апреле 1909 года состоялись первые выборы в орган городского самоуправления, Совет попечителей, а Розвилл официально получил статус города.
В начале 1950-х годов депо в Розвилле было расширено и модернизировано, и город стал крупнейшим железнодорожным терминалом США к западу от Чикаго. Количество локомотивов выросло за десять лет с семи до четырехсот. В 1956 году через город прошла 80-я межштатняя магистраль, после чего началось постепенное перемещение основной массы населения города в его восточную часть.
В 1963 году город был награждён премией «All-America City Award» (с англ. — «Всеамериканский город») присуждаемой Национальной гражданской лигой, которую неофициально называют «Нобелевской премией за конструктивное гражданство» и которая выдается за активную гражданскую позицию жителей некорпоративных сообществ Соединённых Штатов в жизни местного самоуправления.

## Население
В 2000 году население Розвилла составляло около 80 тысяч человек. По оценке Бюро переписи населения США, к середине 2009 года население города возросло более чем до 115,5 тысяч человек, что составляет прирост на 44,7 процента за девять лет. Бурный рост населения начался в 80-е годы двадцатого века. Так, если с 1910 по 1980 год население Розвилла выросло с 2600 до 24 300 человек, то с 1980 по 1990 год прирост составил больше 20 тысяч человек, а в следующее десятилетие 35 тысяч человек.
В 2000 году 86 % населения составляли белые (включая выходцев из латиноамериканских стран); за девять последующих лет доля белых в населении города упала до 81,3 %. Процент иммигрантов среди жителей города вырос за это время с 9 до почти 12 процентов, при этом быстрее всего возрастает доля выходцев из азиатских стран, составлявших 4,3 % в 2000 году и 8 % в 2009 году.
Средний возраст населения Розвилла составляет на 2009 год 36 с половиной лет, что соответствует среднему возрасту для США; также примерно соответствует среднеамериканскому процент жителей в возрасте младше 18 и старше 65 лет. Население города равномерно распределено по половому признаку.
В 2006 году Розвилл занял первое место в выборке сети CNN как город с самым низким средним весом жителей.

## Экономика
Розвилл представляет собой город с высоким уровнем жизни. Среднегодовой доход на душу населения в Розвилле в 2009 году составлял около 33,7 тысяч долларов, на семью около 88,5 тысяч. Оба показателя заметно превосходят средние по США. Доход 6,6 % населения был ниже уровня бедности, в то время как в среднем по США 13,5 % населения получают доход ниже уровня бедности. Процент безработных в Розвилле вырос с 3,6 % в 2000 году до 10,6 % в 2009 году, всё это время оставаясь ниже среднего уровня безработицы в штате Калифорния, и только с 2007 года превысил средний уровень безработицы по США.
Крупнейшими работодателями в городе являются медицинский концерн «Kaiser Permanente», «Hewlett-Packard» и «Union Pacific Railroad».

## Образование и культура
В городе действует семь средних школ и местные филиалы Хилд-колледжа (англ. Heald College) и Сьерра-колледжа (англ. Sierra College), калифорнийских сетей колледжей.
Жители города пользуются услугами трёх отделений городской библиотеки. В Розвилле действует городской театр, художественная галерея общества «Roseville Arts!» и ряд музеев, в их числе музей культуры майду, музей телефонов, краеведческий Музей Карнеги и Исследовательский Центр Полезности (англ. Utility Exploration Center), экспозиция которого посвящена рациональному использованию естественных ресурсов.